# Zygosepalum tatei
Zygosepalum tatei là một loài thực vật có hoa trong họ Lan. Loài này được (Ames & C.Schweinf.) Garay & Dunst. miêu tả khoa học đầu tiên năm 1972.